# Blinddruk

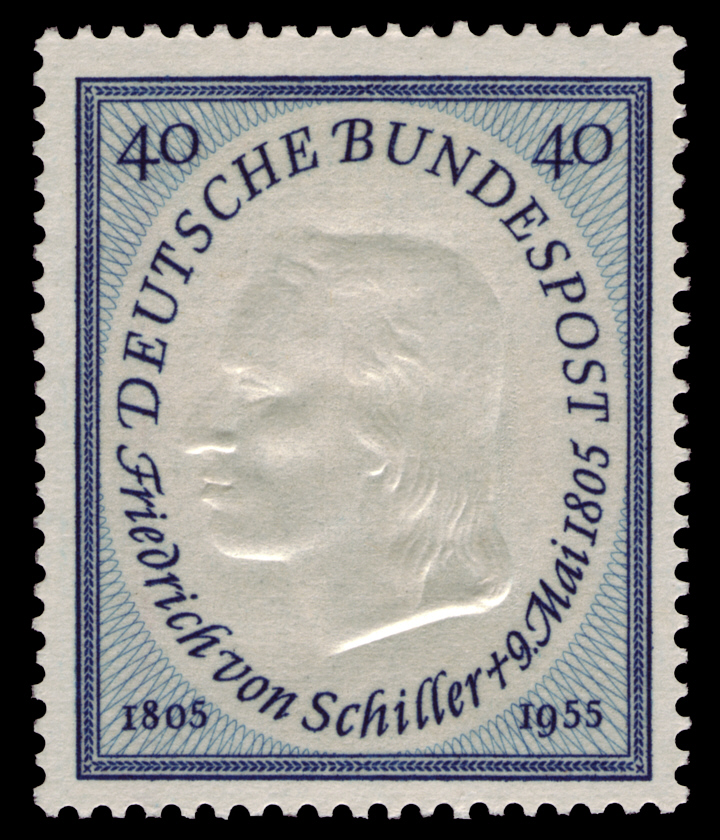
Postzegel in gedeeltelijke blinddruk

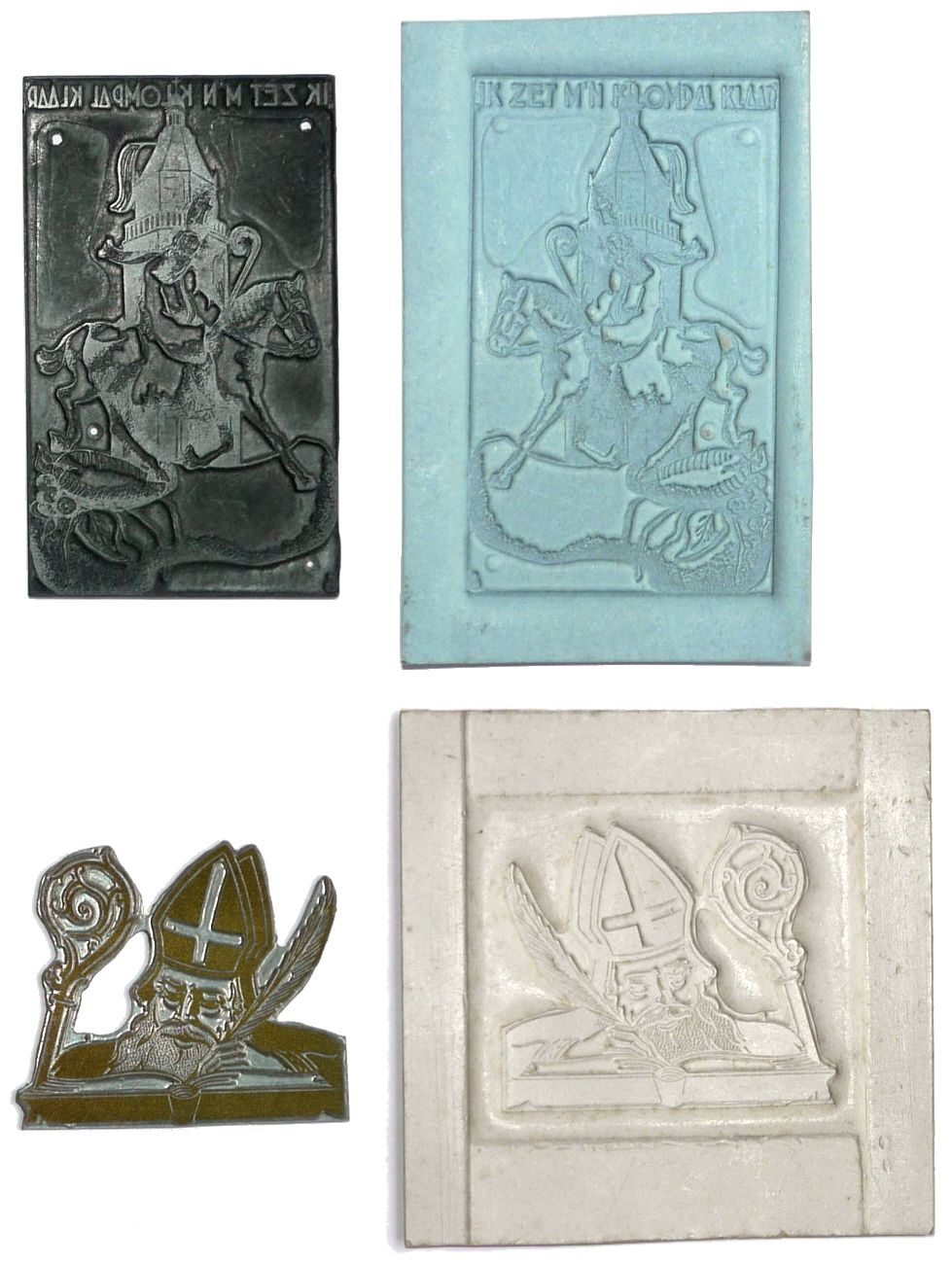
Blinddrukstempels (links) en afdrukken daarvan (rechts) met voorstellingen van Sinterklaas

Blinddruk, blindpreeg, preegdruk, reliëf(druk), embossing of droogstempelen is een druktechniek waarbij geen inkt wordt gebruikt.
Door op (of in) de drukplaat een reliëf aan te brengen en deze daarna op papier te drukken ontstaat in het papier eveneens een reliëf. Door de schaduwwerking is de afbeelding te zien. Een door middel van blinddruk aangebracht droogstempel is niet of nauwelijks onzichtbaar te verwijderen. De techniek leent zich bijzonder goed voor producten waar een chique uitstraling vanuit moet gaan. Ook wordt namaak bemoeilijkt.
Een blinddruk wordt gemaakt met een blinddruktang, ook wel blinddruk-, preeg-, reliëf-, diepdruk- of droogstempel genoemd. Voor grotere oplagen kan tevens een aangepaste drukpers worden gebruikt.
Blinddrukken kan ook op ander materiaal gebeuren dan papier, bijvoorbeeld dun metaalplaat, plasticplaatjes (creditcards) of leer. Braille wordt eveneens als blinddruk gemaakt.
Een variant op de blindpreeg is de preegdruk, waarbij een of beide zijden van een inktlaag voorzien wordt. Deze techniek wordt onder andere veel gebruikt bij de productie van bankbiljetten.